# Crucianella exasperata
Crucianella exasperata är en måreväxtart som beskrevs av Fisch. och Carl Anton von Meyer. Crucianella exasperata ingår i släktet Crucianella och familjen måreväxter. Inga underarter finns listade i Catalogue of Life.